# Lysandra subcoelestis
Lysandra subcoelestis är en fjärilsart som beskrevs av Tutt 1896. Lysandra subcoelestis ingår i släktet Lysandra och familjen juvelvingar. Inga underarter finns listade i Catalogue of Life.